# 朝代循环
朝代循环，或稱治亂循環、中国历史周期律、历史周期率、王朝周期律，是中国古代历史的一个特征，即一个旧王朝被推翻之后，新建立的王朝并没有多少社会制度上的进步，而是重复旧王朝的一切，直至再被推翻，循环往复。中国哲学家梁漱溟将这个特征表述为“循环于一治一乱而无革命”。朝代循环也是国际汉学界十分感兴趣的一个课题，产生了对这个问题的许多种解释。
一次朝代循环一般以以下事件展现：
1. 新的统治者统一中国，称帝并建立新王朝，赢得天命[4]。
2. 在新王朝建立初期，中国步入繁荣稳定的时期，人口随而增加，进入治世乃至盛世。
3. 朝政腐败滋生，王朝走向衰落与动荡。
4. 自然灾害危害农田，妨碍粮食生产；再加上人口过剩与腐败问题，导致大规模的饥荒[4]。
5. 饥荒导致农民造反，掀起内乱[4]。
6. 皇帝被认为失去天命[4]。
7. 因灾难频仍，人口不断减少[5]。
8. 各地群雄并起，中国陷入分裂，步入乱世[5]。
9. 地方势力再度统一中国，其君主称帝、建立新王朝[4]。
10. 新的王朝赢得天命，进入下一周期的王朝循环[4]。